# 国鉄9500形蒸気機関車

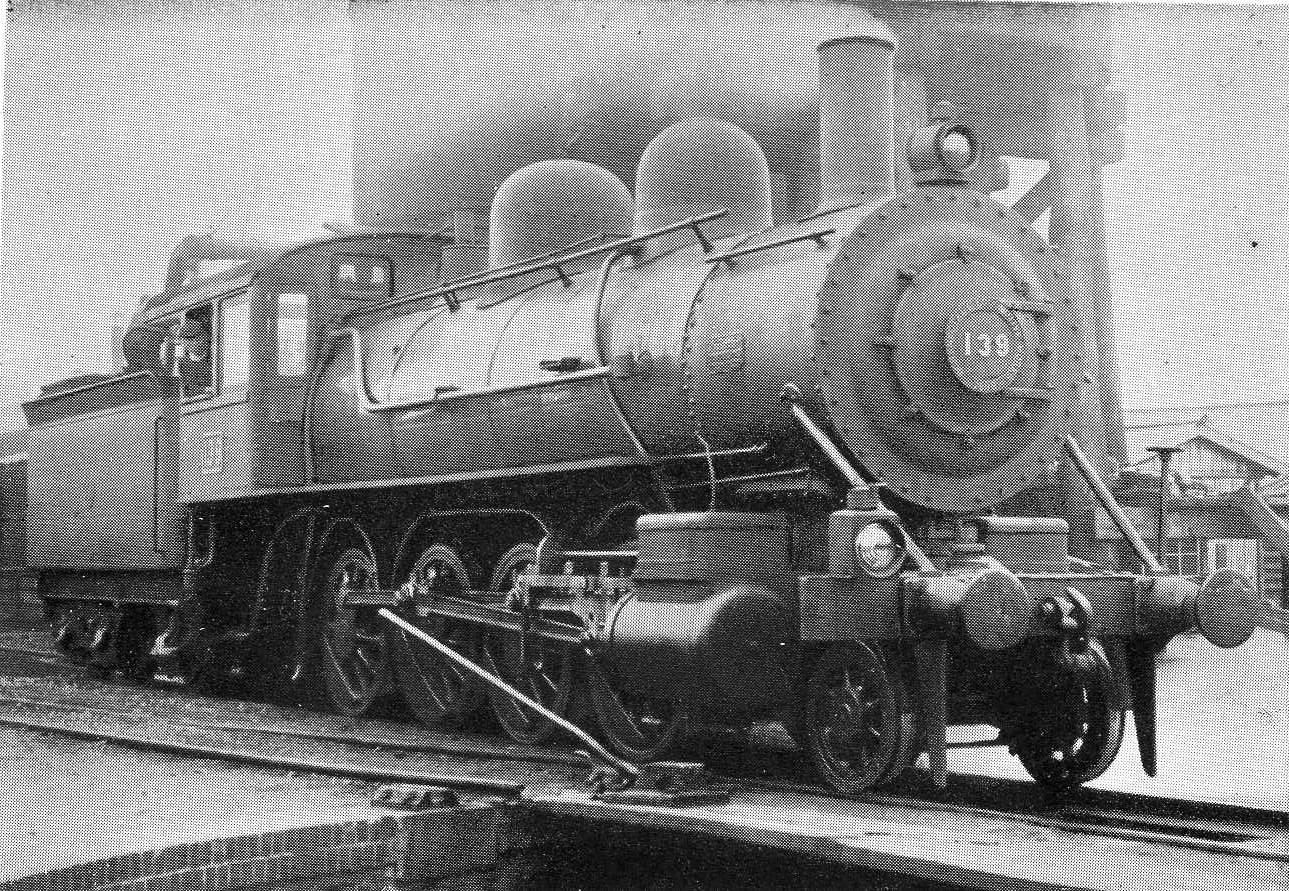
九州鉄道128形139（後の鉄道院9500形9511）

9500形は、かつて日本国有鉄道の前身である鉄道院、鉄道省に在籍した、テンダ式蒸気機関車である。

## 概要
もとは、九州鉄道が1898年（明治31年）にアメリカのスケネクタディ・ロコモティブ・ワークス社で12両（製造番号4817 - 4828）を製造したもので、九州鉄道では128形（128 - 139）と称した。形態は先行した55形（後の鉄道院5700形）や後続の154形（後の鉄道院8550形）と同調しており、炭水車は、片ボギー式の3軸のもので、これらと同等であった。
車軸配置2-8-0(1D)の単式2気筒、飽和式テンダ機関車で、日本の蒸気機関車としては、北海道炭礦鉄道に次ぐもので、官設鉄道より早かった。筑豊地区の炭鉱から産出される石炭の輸送用に製造されたものであったが増備はなく、その後の増備は、シリンダ引張力が同等で、軸重が大きくて使い勝手の良い車軸配置2-6-0(1C)の154形（後の鉄道院8550形）に変わった。
1907年（明治40年）の九州鉄道国有化によって、国有鉄道に籍を移し、1909年（明治42年）に制定された鉄道院の車両形式称号規程によって、9500形（9500 - 9511）に改番された。
配置は終始筑豊地区で、運炭列車に使用されたが、1931年（昭和6年）に全車が廃車された。民間に払い下げられたもの、保存されたものはない。

## 主要諸元
- 全長 : 15,138mm
- 全高 : 3,623m
- 軌間 : 1,067mm
- 車軸配置 : 2-8-0(1D)
- 動輪直径 : 1,220mm
- 弁装置 : スティーブンソン式アメリカ形

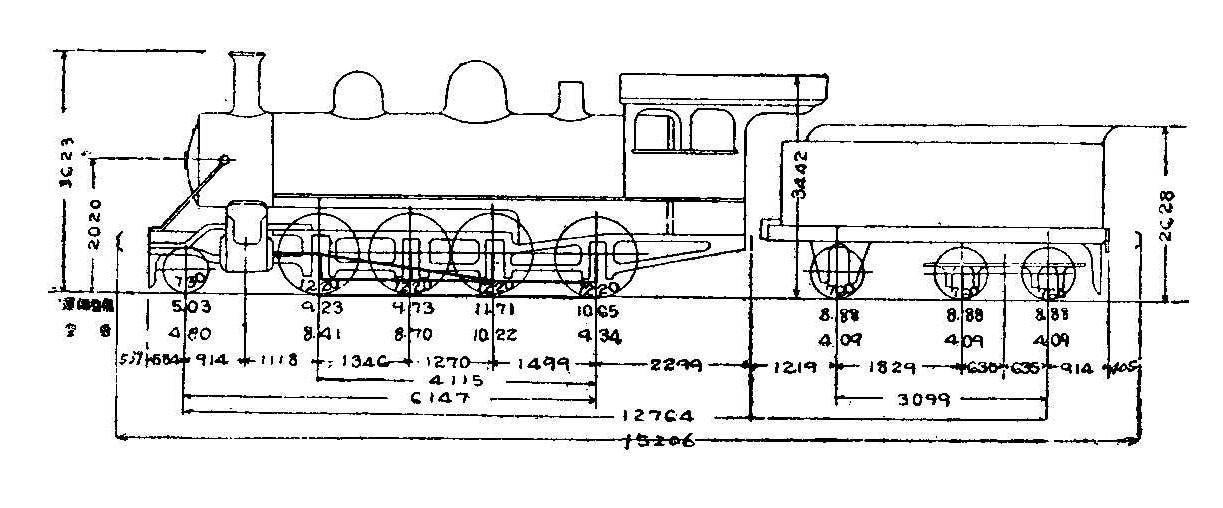
形式図

- シリンダー（直径×行程） : 406mm×610mm
- ボイラー圧力 : 12.7kg/cm2
- 火格子面積 : 1.68m2
- 全伝熱面積 : 113.4m2
  - 煙管蒸発伝熱面積 : 104.0m2
  - 火室蒸発伝熱面積 : 9.4m2
- ボイラー水容量 : 4.5m3
- 小煙管（直径×長サ×数） : 51mm×3,620mm×180本
- 機関車運転整備重量 : 46.35t
- 機関車空車重量 : 41.47t
- 機関車動輪上重量（運転整備時） : 41.32t
- 機関車動輪軸重（第3動輪） : 11.71t
- 炭水車運転整備重量 : 26.64t
- 炭水車空車重量 : 12.27t
- 水タンク容量 : 11.1m3
- 燃料積載量 : 3.32t
- 機関車性能
  - シリンダ引張力 : 8,900kg
- ブレーキ方式 : 手ブレーキ、蒸気ブレーキ